# Provinsialism
Provinsialism (inom konst) är konst med betoning på det egna landskapet. Provinskonstnärer känner en ansvarskänsla inför sitt landskaps färger (Smålandskonstnärer: Och några andra, Abbe Bramzelius). 
Ofta är provinsialismen orienterad i senrealistisk konst med drag av impressionism.
Provinskonstnärer fanns att hitta i bland annat Skånska Konstnärslaget (Axel Kulle med flera), Föreningen Smålandskonstnärer (Abbe Bramzelius, Carl Oskar Svensson, med flera) och så vidare.